# Los Tablones (Motril)
Los Tablones (también llamada Los Tablones de Motril) es una localidad y pedanía española perteneciente al municipio de Motril, en la provincia de Granada. Está situada en la parte central de la comarca de la Costa Granadina. Cerca de esta localidad se encuentran los núcleos de La Garnatilla, Puntalón y Las Ventillas.
Se trata de una serie de aldeas y caseríos diseminados en diferentes niveles, sobre plataformas terrestres flanqueadas por barrancos a modo de mesas o de tablas de tierra, y rodeados de la sierra de Lújar. El núcleo principal es el llamado Tablón de la Escuela, que aglutina varias casas, la antigua escuela —actualmente salón de usos varios— y la iglesia de San Antonio de Padua. Además hay diversas casas-cueva, muy típicas de toda la región del Sureste peninsular.

## Demografía
Según el Instituto Nacional de Estadística de España, en el año 2021 Los Tablones contaba con 187 habitantes censados.

### Evolución de la población
| Gráfica de evolución demográfica de Los Tablones entre 2011 y 2021 |
|                                                                    |
| Datos según el nomenclátor publicado por el INE.                   |

## Cultura

### Monumentos
Entre los monumentos de Los Tablones destaca el viejo Molino de Trigo, ubicado en el llamado barranco del Molino, que recogía el agua de los barrancos de Lagos y del Calonca. Aún quedan restos del sistema de traída del agua y la alberca de recogida de la misma. También cabe destacar la existencia de un tejar cerca del caserío del Colorado, entre el barranco de dicho nombre y la carretera que lleva al mismo, así como la Iglesia de San Antonio de Padua.

### Fiestas
Sus fiestas populares se celebran cada año el primer fin de semana de septiembre en honor al patrón de la localidad, San Antonio de Padua. La festividad se cambió del 13 de junio a septiembre porque en esas fechas ya se habían vendido las almendras y se habían terminado las labores relacionadas con el trigo y demás cereales y por tanto los vecinos tenían más recursos económicos. 
El 3 de mayo también se festeja, como en muchos pueblos de Granada, el Día de la Cruz.